# Camillo Ugi

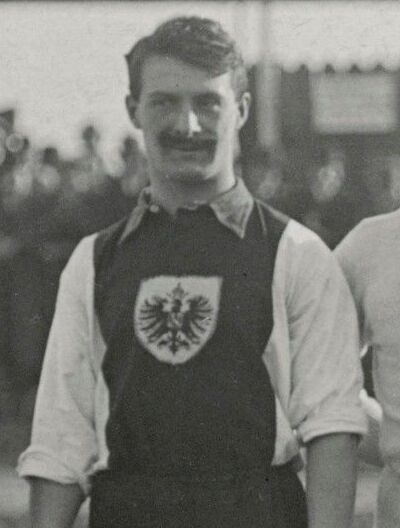
Camillo Ugi (1910)

Camillo Ugi (* 21. Dezember 1884 in Leipzig; † 9. Mai 1970 in Markkleeberg) war ein deutscher Fußballspieler. Höhepunkte seiner Karriere waren der Gewinn der deutschen Meisterschaft 1906 mit dem VfB Leipzig und als Nationalspieler die Teilnahme an den Olympischen Sommerspielen 1912 in Stockholm. Der Mittelläufer absolvierte zwischen 1909 und 1912 15 Länderspiele. Ugi führte die deutsche Nationalmannschaft neunmal als Mannschaftskapitän an und war von 1912 bis 1913 Rekordnationalspieler der DFB-Auswahl.

## Leben
Der Sohn eines Italieners trat als 14-Jähriger dem Allgemeinen Turnverein Leipzig 1845 bei, in dem er verschiedene Sportarten wie Turnen, Schwimmen und Leichtathletik betrieb. Bei ATV wurde auch Fußball gespielt; in einem Notizbuch Ugis fand sich die Spielbeschreibung einer Begegnung des ATV gegen den FC Vorwärts aus dem Jahr 1902. Offenbar begeisterte er sich für die im Deutschen Reich noch junge Sportart, und die nur gelegentlichen Spiele des ATV genügten ihm nicht, denn noch im selben Jahr schloss er sich dem Leipziger Ballspielclub 1893 (LBC) an, einem der ersten Fußballvereine der Stadt.
Im Jahre 1904 schloss Ugi eine Lehre zum Elektromechaniker ab und arbeitete in einem Betrieb, der Kinematographen herstellte. Auf Vermittlung eines ehemaligen Vereinskameraden vom ATV 1845 erhielt er eine lukrative berufliche Anstellung in Brasilien, verbunden mit der Aussicht, dort auch Fußball spielen zu können. So verließ Ugi im April 1905 Leipzig und traf am 3. Mai in São Paulo ein. In den folgenden Wochen trat er mit Fußballclub SC Germânia, wo neben Deutschen auch zahlreiche Brasilianer spielten, in Partien um die Meisterschaft von São Paulo an. Weniger erfolgreich als erwartet erwies sich jedoch die Fortsetzung der beruflichen Laufbahn des 20-Jährigen: Mangels portugiesischer Sprachkenntnisse konnte er die in Aussicht gestellte gutbezahlte Anstellung nicht antreten. Nach wenigen Monaten verließ er Brasilien wieder und kehrte nach Leipzig zurück.
Kaum in der Heimat angekommen, schloss er sich nunmehr dem VfB Leipzig an, der sich in den vergangenen Jahren zu einem der erfolgreichsten deutschen Vereine entwickelt und 1903 die erste deutsche Fußballmeisterschaft gewonnen hatte. Ugi trug in der Runde 1905/06 zum zweiten Titelgewinn der Blau-Weißen bei. Doch kurz darauf musste er erneut den Verein wechseln: Ugi musste seinen Militärdienst in Dresden antreten und spielte dort für den Dresdner SC. Wie lange er für den DSC antrat und welche die darauf folgenden Stationen waren, ist nicht eindeutig geklärt. Fest steht, dass er im Jahr 1909 wieder dem VfB Leipzig angehörte und in der Runde 1910/11 an fast allen Meisterschaftsspielen teilnahm, auch beim Endspiel in Dresden, das gegen den Berliner TuFC Viktoria 89 mit 1:3 verloren wurde. Zu dieser Zeit hatte Ugi bereits seine ersten Spiele für die deutsche Fußballnationalmannschaft bestritten: Sein Länderspieldebüt gab er bei der 0:9-Niederlage gegen England am 18. März 1909 in Oxford. Er zählte fortan zu den festen Größen der deutschen Mannschaft.
Am 11. August 1911 meldete er sich beim VfB ab. Da er in Leipzig keine Arbeit mehr gefunden hatte, war er einem Hinweis eines Freundes, dass dort mit dem Fußballspielen Geld zu verdienen sei, gefolgt und nach Marseille gefahren, um beim dortigen Stade Helvétique, der großteils aus Schweizer Spielern bestand, anzuheuern. Der Verein gehörte zu dieser Zeit zwar zu den erfolgreicheren in Frankreich, war aber keineswegs ein Profiklub, wie man Ugi gegenüber behauptet hatte. So trat er nach kürzester Zeit wieder die Heimreise an. Auf dem Weg zurück nach Leipzig machte er für einige Wochen Station in Frankfurt am Main und schnürte dort für den FSV Frankfurt die Fußballstiefel. In diese Zeit fiel auch das Länderspiel gegen Schweden am 29. Oktober 1911 in Hamburg. Spätestens am 24. Dezember desselben Jahres trat er schon wieder für den VfB Leipzig an; für diesen Tag ist ein Freundschaftsspiel gegen den DFC Prag dokumentiert.

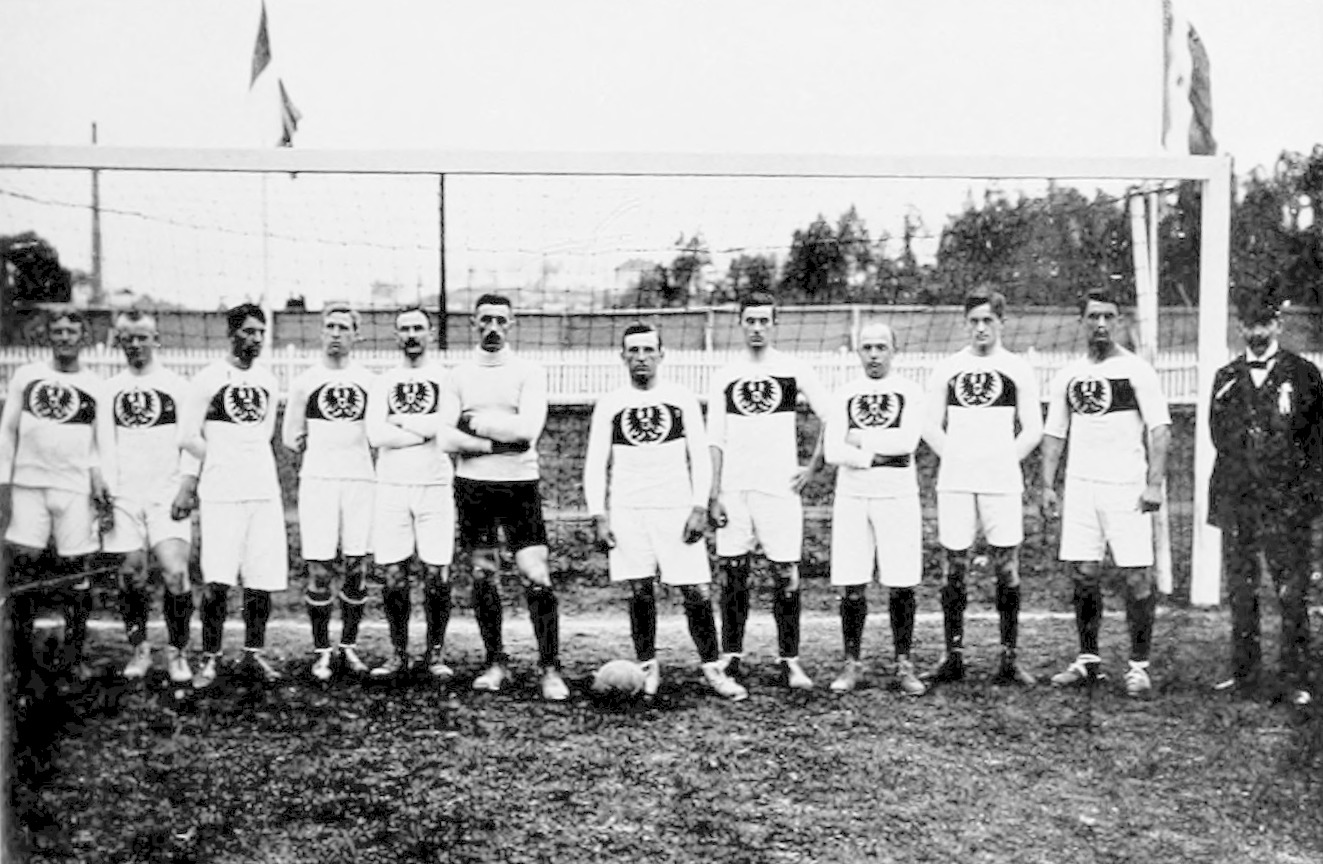
Camillo Ugi (im Trikot, ganz rechts) mit der deutschen Fußballnationalmannschaft am 1. Juli 1912

Im Sommer 1912 standen die Olympischen Spiele in Stockholm an. Das Deutsche Reich stellte zum ersten Mal eine Mannschaft für die Fußballwettbewerbe, und gemeinsam mit seinem VfB-Mannschaftskameraden Karl Uhle war Camillo Ugi für die deutsche Auswahl nominiert worden. Beide waren am 16:0-Rekorderfolg gegen Russland im zweiten Spiel des Turniers beteiligt, Ugi führte darüber hinaus die deutsche Nationalmannschaft auch im Halbfinale der Trostrunde als Spielführer an, das mit 1:3 gegen Ungarn verloren wurde.
Kurz nach seiner Rückkehr aus Schweden entschloss sich Ugi, Leipzig ein weiteres Mal den Rücken zu kehren. Ein Angebot aus Breslau, verbunden mit der Aussicht, eine eigene Werkstatt für die Herstellung von Kinematographen eröffnen zu können, zog den 27-Jährigen nach Schlesien. Dieser Wechsel brachte mit sich, dass Ugi ausgerechnet beim ersten Länderspiel, das am 17. November 1912 in seiner Geburtsstadt stattfand, nicht als Leipziger auflief, sondern den Verein Breslauer Sportfreunde vertrat. Es war sein 15. und letzter Einsatz für die DFB-Elf.
In Breslau fühlte sich Ugi offensichtlich wohl, obwohl sich die ursprünglich versprochenen Berufsaussichten – wieder einmal – nicht erfüllten und er lediglich als Handwerker in einem Automatenrestaurant tätig war. Seine Arbeit ließ ihm aber genug Zeit, um daneben noch Nachwuchsmannschaften zu trainieren.
Im Jahre 1914, nach dem Ausbruch des Ersten Weltkrieges, wurde Ugi von der Armee eingezogen. 1915 zog er sich bei Kämpfen in Frankreich eine Knöchelverletzung zu. Den Genesungsurlaub verbrachte er in Radeberg bei Dresden, und nachdem die Verletzung im Jahr darauf ausgeheilt war, spielte er auch wieder Fußball, zunächst für kurze Zeit für den Dresdner Fußballring 1902, dann reiste er weiter nach Breslau. Nach Kriegsende kehrte Ugi wieder nach Leipzig zurück. Nach einem kurzen Gastspiel beim FC Sportfreunde spielte er ab 1919 wieder für den VfB und hielt dort – obgleich mittlerweile im 35. Lebensjahr stehend – problemlos in der ersten Mannschaft mit; 1921 wurde er nochmals in die Auswahlmannschaft des VMBV berufen und bis in das Jahr 1923 taucht sein Name in Spielberichten des VfB auf.
Am Ende seiner aktiven Laufbahn, die er ab 1924 bei den Sportfreunden ausklingen ließ, war die Familie immer mehr in den Vordergrund seines Lebens gerückt. Ugi hatte 1921 geheiratet und die erste der insgesamt drei Töchter des Paares wurde 1922 geboren. Der berufliche Ehrgeiz trat an die Stelle des sportlichen, und Ugi arbeitete sich beim Leipziger Kinematographen- und Filmhersteller Johannes Nitzsche AG vom einfachen Angestellten bis zum Betriebsstättenleiter (1927) empor.

## Würdigungen

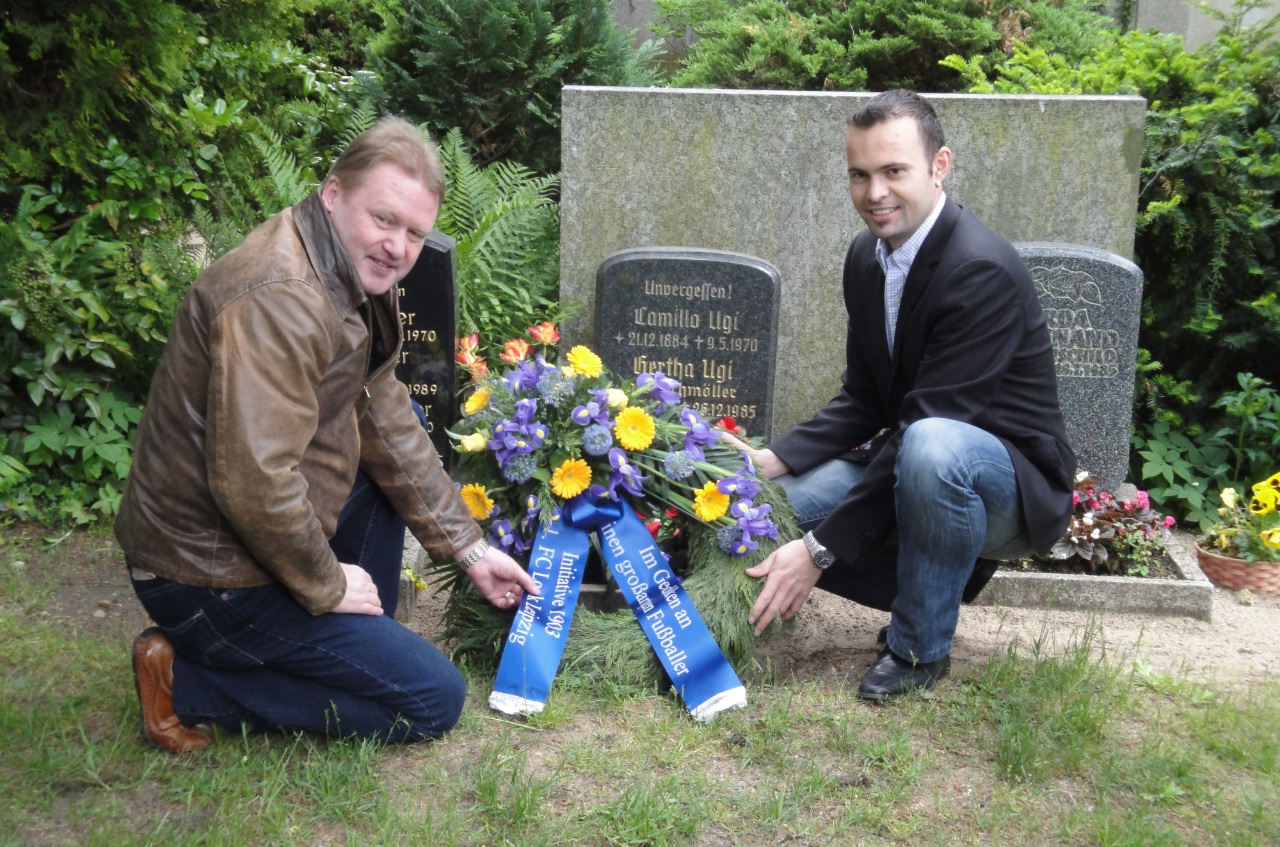
Kranzniederlegung durch die „Initiative 1903“

Beim 21. Aufeinandertreffen zwischen Deutschland und Ungarn am 22. Dezember 1957 in Hannover gehörte Ugi neben dem ebenfalls Leipziger Heinrich Riso als Spieler bei diesem ersten Duell zwischen den beiden Nationalmannschaften zu den vom DFB eingeladenen Gästen.
1965 wurde Ugi zum Ehrenmitglied des 1. FC Nürnberg ernannt.
Am 9. Mai 2006, knapp 36 Jahre nach Ugis Tod, wurde der Zentralsportpark in Markkleeberg, wo er von 1921 bis zu seinem Tod gelebt hatte, in Sportpark „Camillo Ugi“ umbenannt, um die Verdienste des Ausnahmesportlers für den deutschen Fußball zu würdigen. Der Sportpark ist die Heimspielstätte von Kickers 94 Markkleeberg.
Zehn Jahre später ehrte ihn die Stadt Leipzig mit der Benennung einer Straße in Probstheida, dem Ugiwinkel.